# کوران کردیه
کوران کردیه یک روستا در ایران است که در بخش خبوشان واقع شده است. کوران کردیه ۷۵۰ نفر جمعیت دارد.